# Wazabi
Wazabi is een lied van de Nederlandse rapper 3robi. Het werd in 2019 als single uitgebracht. 

## Achtergrond
Wazabi is geschreven door Anass Haouam en Kamal Taoufik en geproduceerd door Teekay. Het is een nummer uit het genre nederhop. In het lied rapt de artiest over hoe hij is en over geld. Een deel van het lied werd gemaakt tijdens megasessie van label Wilde Westen Records bij 101Barz eind 2018. Het lied beviel de rapper, waarna hij hem verder uitwerkte en als single uitbracht.

## Hitnoteringen
De rapper had succes met het lied in de hitlijsten van het Nederlands taalgebied. Het piekte op de zesde plaats van de Single Top 100 en stond zeven weken in deze hitlijst. De Top 40 werd niet bereikt; het lied bleef steken op de negende plaats van de Tipparade. Ook in de Vlaamse Ultratop 50 was er geen notering. Hier kwam het tot de negentiende plek van de Ultratip 100